# Jules Pierre Fourreau
Jules-Pierre Fourreau (Lyon, 25 de agosto de 1844 - Beaune, 16 de enero de 1871) fue un botánico francés, discípulo del taxónomo Claude Thomas Alexis Jordan (1814 - 1897). 

## Obra
- 1869. Catalogue des plantes qui croissent le long du Rhône.

- Jordan, Alexis & Fourreau, Jules-Pierre. 1866-1868. Breviarium plantarum novarum: Breviarium plantarum novarum sive specierum in horto plerumque cultura recognitarum descriptio contracta ulterius amplianda. Parisiis : F. Savy, bibliopola, via dicra Hautefeuille, 24. [1]-62 pp. (XII.1866) 137 pp. (fin. 1868)

- Jordan, Alexis & Fourreau, Jules-Pierre. Icones ad Floram Europae.

- La abreviatura «Fourr.» se emplea para indicar a Jules Pierre Fourreau como autoridad en la descripción y clasificación científica de los vegetales.[2]